# Justyna Danczowska
Justyna Danczowska (ur. 13 kwietnia 1981 w Krakowie) – pianistka, córka Kai Danczowskiej.

## Życiorys
Naukę gry na fortepianie rozpoczęła w wieku sześciu lat u Janiny Żychowicz. W 2004 uzyskała dyplom po czteroletnich studiach w Akademii Muzycznej w Bazylei w mistrzowskiej klasie Krystiana Zimermana, a w 2007 ukończyła z wyróżnieniem dwuletnie studia w Akademii Muzycznej w Zurychu w klasie Konstantina Scherbakova. Od 2011 uczestniczyła w autorskich warsztatach artystycznych Olgi Szwajgier. Brała udział w kursach mistrzowskich prowadzonych przez Halinę Czerny-Stefańską. W 1997 zwyciężyła w Konkursie Pianistycznym im. prof. Ludwika Stefańskiego w Płocku, otrzymując ponadto nagrody specjalne za najlepsze wykonanie utworów Bacha i Beethovena. W 1998 zdobyła I nagrodę na Międzynarodowym Konkursie Chopinowskim dla Młodzieży w Szafarni. Podczas konkursu dla młodych muzyków w Krakowie w 2000 otrzymała I nagrodę oraz nagrodę specjalną PWM za najlepsze wykonanie utworu współczesnego. Jako kameralistka otrzymała nagrodę-koncert na festiwalu „Orpheus 2002“ w Zurychu, nagrodę specjalną jury w konkursie muzyki kameralnej w Neuchatel (w 2002) oraz III nagrodę w konkursie muzyki kameralnej w Zurychu „Migros Kulturprozent“ (w 2003).
Występowała m.in. z takimi artystami jak Ilja Gringolc, Kaja Danczowska, Bartosz Koziak, Agata Szymczewska oraz Piotr Pławner. W latach 1996–1999 była stypendystką Krajowego Funduszu na rzecz Dzieci, przez trzy kolejne lata otrzymywała Stypendium Twórcze Ministerstwa Kultury i Dziedzictwa Narodowego, w roku akademickim 2002/2003 została stypendystką Narodowego Instytutu Fryderyka Chopina.
W jej dorobku fonograficznym znajduje się płyta z utworami na skrzypce i fortepian Karola Szymanowskiego nagrana wraz z Kają Danczowską w 2007 (nominowana do „Fryderyka 2009”) oraz wydana w 2011 płyta z utworami Schuberta, Schumanna, Piatigorskiego i Danczowskiego, które artystka wykonuje wraz z wiolonczelistą Bartoszem Koziakiem. Od 2006 pracuje w Akademii Muzycznej w Krakowie jako pianistka-kameralistka.
Justyna Danczowska jest reprezentowana przez Stowarzyszenie im. Ludwiga van Beethovena.
3 marca 2012 wraz z matką podróżowała pociągiem, który uczestniczył w katastrofie kolejowej pod Szczekocinami. Obie nie doznały obrażeń.

## Dyskografia
- 2007 – Karol Szymanowski: Utwory na skrzypce i fortepian: Kaja Danczowska, Justyna Danczowska[2]